# Реджинальд де Данстанвиль, 1-й граф Корнуолл
Реджинальд Фиц-Рой (Реджинальд или Рейнальд Данстанвильский; англ. Reginald de Dunstanville; ок. 1110 — 1 июля 1175) — англонормандский аристократ, незаконнорождённый сын короля Генриха I Боклерка, 1-й граф Корнуолл с 1141 года, шериф графства Девон в 1173—1174 годах, участник гражданской войны в Англии 1135—1154 годов.

## Происхождение и молодые годы
Реджинальд был побочным сыном английского короля Генриха I Боклерка от одной из его многочисленных любовниц. Матерью Реджинальда была Сибилла Корбет, которая происходила из рода Корбетов, землевладельцев в Шропшире. Его родоначальник был некий Корбет, который в 1071 году был арендатором Роджера де Монтгомери, 1-го графа Шрусбери. Он оставил двух сыновей, из которых второй, Роберт I Корбет, унаследовал несколько поместий в Шрусбери, а во время правления Генриха I получил от него манор Олстер в Уорикшире, который позже унаследовала Сибилла. От связи с английским королём она кроме Реджинальда родила ещё нескольких детей. Позже Сибилла ещё при жизни Генриха I вышла замуж за Герберта Фиц-Герберта.
Реджинальд родился в поселении Денестанвиль в Нормандии, расположенном в современном французском департаменте Приморская Сена. Точный год его рождения неизвестен, но исходя из даты его брака он мог родиться между 1110 и 1115 годами. Кэтрин Китс-Роэн указывает, что прозванием «де Данстанвиль» (Данстанвильский) Реджинальда называет только Ордерик Виталий в 1137 году. В «Хронике» Гервасия он назван «Реджинальд граф Корнуолла» (лат. Reginaldo comite Cornubi). 
О ранней биографии Реджинальда известно мало. Продолжатель Гильома Жюмьежского называет его одним из трёх живых сыновей Генриха I, которые не были обеспечен владениями на момент написания хроники. Некоторые исследователи предполагают, что после смерти Роберта Корбета король позволил Реджинальду удерживать его баронию на протяжении всей жизни в обход законных наследников.
Принято считать, что Реджинальд де Данстанвиль, который в 1130 году владел землями в Уилтшире и был освобождён от выплаты земельного налога, идентичен сыну Генриха I, но в этом сомневается историк Дэвид Крауч. По его мнению имеется в виду представитель рода Данстанвилей, который, возможно, был отцом Алана и Роберта де Данстанвилей.

## Гражданская война
Известно, что после начала гражданской войны в Англии 1135—1154 годов он выступил на стороне своей единокровной сестры императрицы Матильды, претендующей на английский престол. В ходе последующих военных действий между войсками императрицы и короля Стефана Реджинальд Фиц-Рой оставался в тени своего старшего брата и лидера партии Матильды Роберта Глостерского. В 1141 году Реджинальд женился на Беатрисе Фиц-Вильям, наследнице обширных владений в Корнуолле, и возглавил восстание в юго-западной Англии против короля Стефана. В том же году, после поражения при Линкольне, Стефан Блуаский попал в плен, а королевой была провозглашена Матильда. Одним из первых её актов было дарование Реджинальду титула графа Корнуолла. Однако уже в конце 1141 года Стефан вернул себе престол и конфисковал владения и титулы Реджинальда. Но поскольку Корнуолл был отрезан от территорий, находящихся под контролем короля, владениями и сферой влияния Роберта Глостерского, реализовать акт о конфискации не удалось.
К середине 1140-х гг. перевес в гражданской войне стал клониться на сторону короля Стефана. Ряд бывших приверженцев императрицы признал Стефана королём и отказался от сопротивления. Среди них был сын Роберта Глостерского Филипп, который неожиданным ударом захватил в плен Реджинальда Фиц-Роя и его жену и передал их королю. Однако Стефан, знаменитый своей рыцарственностью, отпустил их на свободу, не взяв выкупа. С этого времени началось сближение Реджинальда и Стефана, завершившееся подтверждением королём титула графа Корнуолла. В 1153 году Реджинальд выступал одним из посредников на переговорах между Стефаном и Генрихом Плантагенетом, сыном императрицы Матильды, завершившихся подписанием Уоллингфордского договора. Этот договор положил конец гражданской войне и эпохе феодальной анархии в стране.
Генрих II Плантагенет, вступивший на английский престол в 1154 году, утвердил Реджинальда в его владениях и титуле графа. В 1173 году он был также назначен шерифом Девона. К началу 1170-х гг. под контролем Реджинальда находилась значительная часть юго-западной Англии, включая крепости Корнуолла. Очевидно граф обладал достаточно широкой автономией на территории своих владений. Известно, что он активно поощрял торговлю и своей властью освободил горожан Труро от любых торговых пошлин и сборов на территории Корнуолла. В одной из грамот Реджинальда от 1173 года также содержится знаменательное обращение ко «всем людям графства, англичанам и корнуолльцам», свидетельствующее о сохранении этнической и, возможно, правовой обособленности двух народов Корнуолла.

## Последние годы
Реджинальд Фиц-Рой скончался в 1175 году и был похоронен в Редингском аббатстве. В том же году или вскоре после умер его сын и наследник Джон. Владения Реджинальда были частично разделены между его дочерьми, а частично перешли в распоряжение английской короны. Титул графа Корнуолла перестал существовать. Впоследствии замки Реджинальда в юго-западной Англии были переданы сыну Генриха II Иоанну Безземельному.

## Брак и дети
Жена: с 1141 Беатриса Фиц-Ричард, дочери Уильяма Фиц-Ричарда Фиц-Турольда, феодального барона Кардинема (Корнуолл). Их дети:
- Николас Фиц-Реджинальд (умер в 1175, до 1 июля);
- Джон Фиц-Реджинальд (умер после 1 июля 1175), 2-й граф Корнуолл. После его смерти титул и замки графов Корнуолл перешли в распоряжение английской короны;
- Эмма Корнуоллская (умерла 1208 или позже), замужем за Ги IV (ум. до 1185), сеньором де Лаваль и виконтом Ренна, детей не имели;
- Дениза Корнуоллская (умерла после 1162), замужем (ок. 1150) за Ричардом де Ревьером (умер в 1162), 2-м графом Девон;
- Мод Корнуоллская, замужем (1165) за Робертом II де Бомоном, графом де Мёлан (умер в 1208);
- Урсула Корнуоллская, замужем за Вальтером де Данстанвилем, лордом Каслкомб;
- Сара Корнуоллская (умерла в 1216), замужем (1156) за Адемаром V, виконтом Лиможским (умер в 1199).

Кроме того, Реджинальд имел по крайней мере одного незаконнорождённого сына от Беатрисы де Ванн (умер до 1175):
- Генри Фиц-Каунт (умер в 1222 во время крестового похода), шериф Корнуолла, возможно граф Корнуолл (1215—1220).